# Mucugê
Mucugê este un oraș în statul Bahia (BA) din Brazilia.